# Ruisseau du Lingas
 (juin 2014).
Le ruisseau du Lingas est une  rivière du sud de la France qui coule dans le département du Gard, en région Occitanie, et un affluent gauche de la Dourbie, donc un sous-affluent de la Garonne par le Tarn. 

## Géographie
De 6,5 km de longueur, le ruisseau du Lingas prend sa source dans les Cévennes, dans la montagne du Lingas, dans le département du Gard, à proximité du col de l'Homme Mort. Peu après sa source, il opte pour la direction du nord. Il se jette en rive gauche dans la Dourbie, en amont de la localité de Dourbies, dans le département du Gard.
Son parcours se déroule tout entier dans le parc national des Cévennes.

### Communes traversées
- Département du Gard : Dourbies et Aumessas.

## Hydrologie
Le ruisseau du Lingas est une rivière typiquement cévenole et donc très irrégulière mais très abondante, à l'instar de ses voisines de la région des Cévennes. 

### Le Lingas à Dourbies
Son débit a été observé durant une période de 44 ans (1923-1966), à Dourbies dans le département du Gard. La surface observée est de 5,4 km2, soit la presque totalité du bassin versant de la rivière.
Le module de la rivière à Dourbies est de 0,283 m3/s, soit 283 litres/s.
Le Lingas présente des fluctuations saisonnières de débit bien marquées, comme c'est la norme dans la région des Cévennes. Les hautes eaux se déroulent de l'automne au printemps, et se caractérisent par des débits mensuels moyens allant de 0,335 à 0,528 m3/s, d'octobre à avril. Durant cette longue période, on observe deux sommets. Le premier a lieu en novembre et correspond au maximum des pluies d'automne. En décembre-février, on observe une baisse sensible du débit mensuel (0,438 m3/s en décembre et 0,335 en janvier) liée à la rétention d'une certaine quantité de précipitations sous forme de neige sur les sommets environnants. Le second maximum de débit se déroule en mars et avril (0,435 m3/s en mars) et est lié à la fonte des neiges s'additionnant aux pluies de printemps. À partir du mois de mai, le débit baisse rapidement jusqu'aux basses eaux d'été qui ont lieu de juin à septembre avec un plancher 0,033 m3/s au mois d'août (33 litres/s). Mais ces moyennes mensuelles occultent des fluctuations bien plus prononcées sur de courtes périodes ou selon les années.

### Étiage ou basses eaux
Aux étiages, le VCN3 peut chuter jusque 0,011 m3/s (onze litres), en cas de période quinquennale sèche, ce qui peut être considéré comme sévère, même pour un cours d'eau ne possédant qu'un aussi petit bassin.

### Crues
Les crues peuvent être très importantes compte tenu de la taille assez modeste du bassin versant, et, comme toutes les rivières cévenoles, hors-normes en France. La série des QIX n'a pas été calculée, mais la série des QJX l'a bien été. Les QJX 2 et QJX 5 valent respectivement 4 et 6,5 m3/s. Le QJX 10 ou débit journalier calculé de crue décennale est de 7,7 m3/s, le QJX 20 de 9,2 m3/s, tandis que le QJX 50 n'a pas été calculé.
Le débit journalier maximal enregistré à Dourbies durant cette période, a été de 11,0 m3/s 31 octobre 1963. En comparant cette valeur à l'échelle des QJX de la rivière, l'on constate que cette crue était d'ordre cinquantennal et donc assez exceptionnelle.

### Lame d'eau et débit spécifique
Le Lingas est une rivière petite mais extrêmement abondante. La lame d'eau écoulée dans son bassin versant est de 1659 millimètres annuellement, ce qui est plus de cinq fois supérieur à la moyenne d'ensemble de la France (320 millimètres par an), et dépasse largement la moyenne du bassin du Tarn (478 millimètres par an). Le débit spécifique (ou Qsp) atteint 52,4 litres par seconde et par kilomètre carré de bassin.